# Il Pioniere dell'Unità
Il Pioniere dell'Unità è stata una rivista a fumetti pubblicata, come supplemento del giovedì de l'Unità, negli anni '60.

## Storia
Le pubblicazioni de Il Pioniere dell'Unità iniziarono il 13 giugno 1963 e cessarono il 29 dicembre 1966. Usciva ogni giovedì come supplemento de l’Unità. Direttore della rivista fu Marcello Argilli. Il giornale fu preceduto dal Pioniere, di cui è la naturale prosecuzione dopo la sua chiusura nel 1962. Al termine dell'esperienza editoriale come supplemento de l'Unità, la rivista verrà pubblicata dall'UDI (Unione Donne Italiane), come Pioniere Noi Donne, fino al 1970.
ll Comitato Ricerca Associazione Pionieri (CRAP) ha contribuito alla ricerca e alla valorizzazione di tutti i giornali e i documenti qui descritti.

## Redazione
Parteciparono alla realizzazione di questo giornale anche a fumetti per ragazzi importanti intellettuali, illustratori, narratori e giornalisti della cultura italiana, tra cui Gianni Rodari, con le sue novelle nella rubrica Il Juke Box, Amedeo Gigli, Marcello Argilli, Vinicio Berti, Remigio Barbieri, Bertoni Jovine Dina, Italo Calvino, Flavio Gasperini, Alfonso Gatto, Michele Lalli, Elsa Morante, Dino Platone, Dina Repetto, Berto Ruschi, Leone Sbrana, Giana Anguissola (Pioniere 1964), Diana Spinelli, Luisa Sturani e altri.

## Rubriche
Le rubriche spaziavano dalla posta dei lettori, alla rubrica Il Juke Box di Gianni Rodari, L’avventurosa Storia dell’uomo, a seguire da altre di carattere sportivo, fantascientifico, racconti storici e partigiani, oltre a giochi e passatempi vari.

## Personaggi
I principali personaggi dei vari fumetti furono:
- Pif: pubblicato per la prima volta nel Pioniere del 1955. Le tavole furono di origine francese, prodotte per il giornale per ragazzi Vaillant.
- Atomino: creato da Marcello Argilli (testo) e Vinicio Berti (disegni), era un essere  generatosi misteriosamente in un'esplosione atomica non riuscita, e affiancato dall'inseparabile amica Smeraldina. Fu pubblicato in questa rivista e successivamente anche nel Pioniere, Noi Donne, e  anche nella rivista per giovani Frösi nella Repubblica Democratica Tedesca dal 1964[7]. Storie di Atomino uscirono negli anni anche in libro.[8]